# Брук Претлі
Брук Претлі  (англ. Brooke Pratley, 6 квітня 1980) — австралійська веслувальниця, олімпійська медалістка.
Призерка чемпіонату світу.

## Виступи на Олімпіадах
| Олімпіада   | Дисципліна                     | Місце |
| ----------- | ------------------------------ | ----- |
| Пекін 2008  | вісімка розстібна зі стерновим | 6     |
| Лондон 2012 | двійка парна                   | 2     |